# Sofija Bohomolez

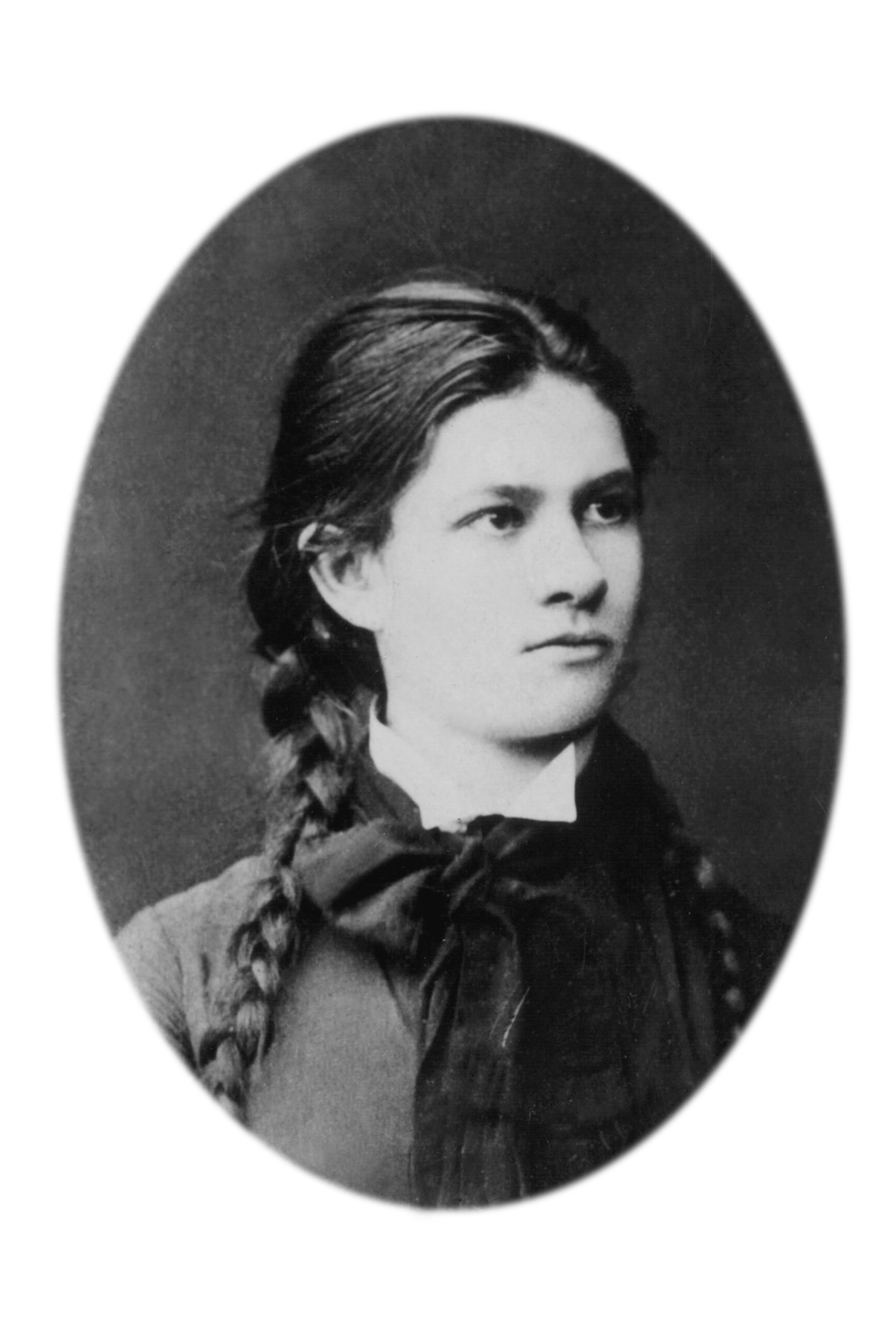
Sofija Bohomolez

Sofija Mykolajiwna Bohomolez (ukrainisch Софія Миколаївна Богомолець, russisch София Николаевна Богомолец Sofija Nikolajewna Bogomolez, geborene Prysetskaya; * 27. Septemberjul. / 9. Oktober 1856greg. in Kowaliwka, Gouvernement Poltawa, Russisches Kaiserreich; † 11. Januarjul. / 23. Januar 1892greg. in Oblast Tschita, Transbaikalien, Russisches Kaiserreich) war eine ukrainische revolutionäre Narodniki.

## Leben
Sofija Bohomolez kam im Dorf Kowaliwka (Ковалівка), heute im Rajon Schyschaky der ukrainischen Oblast Poltawa, als Tochter einer adeligen Familie zur Welt. Ihre der monarchistischen Ordnung kritisch gegenüberstehende Mutter hatte einen großen Einfluss auf ihre politischen Ansichten und auch alle ihre Geschwister schlossen sich später der revolutionären Bewegung an. Ihre schulische Ausbildung erhielt sie durch Privatunterricht und anschließend an einem Kiewer Mädchengymnasium, dass sie aber ein Jahr vor Abschluss verließ und 1876 den Absolventen der medizinischen Fakultät der Kiewer Wladimir-Universität und Narodniki Alexander Bogomolez (Александр Михайлович Богомолец; 1850–1935) heiratete.
Auf Bitte ihres Mannes schrieb sie sich 1877 für Frauenkurse am St.-Nikolaus-Krankenhaus ein.
Das Ehepaar zog 1878 ins Kuban-Gebiet, wo sie eine Arztpraxis betrieben und heimlich revolutionäre Aktivitäten durchführten, was der kaiserlichen Geheimpolizei jedoch nicht verborgen blieb, weshalb sie 1879 nach Charkiw zogen und weiterhin Propagandaarbeit leisteten. Von dort wurde Sofija Bohomolez, unter Polizeiaufsicht stehend, zu ihrem Elternhaus im Gouvernement Poltawa ausgewiesen.

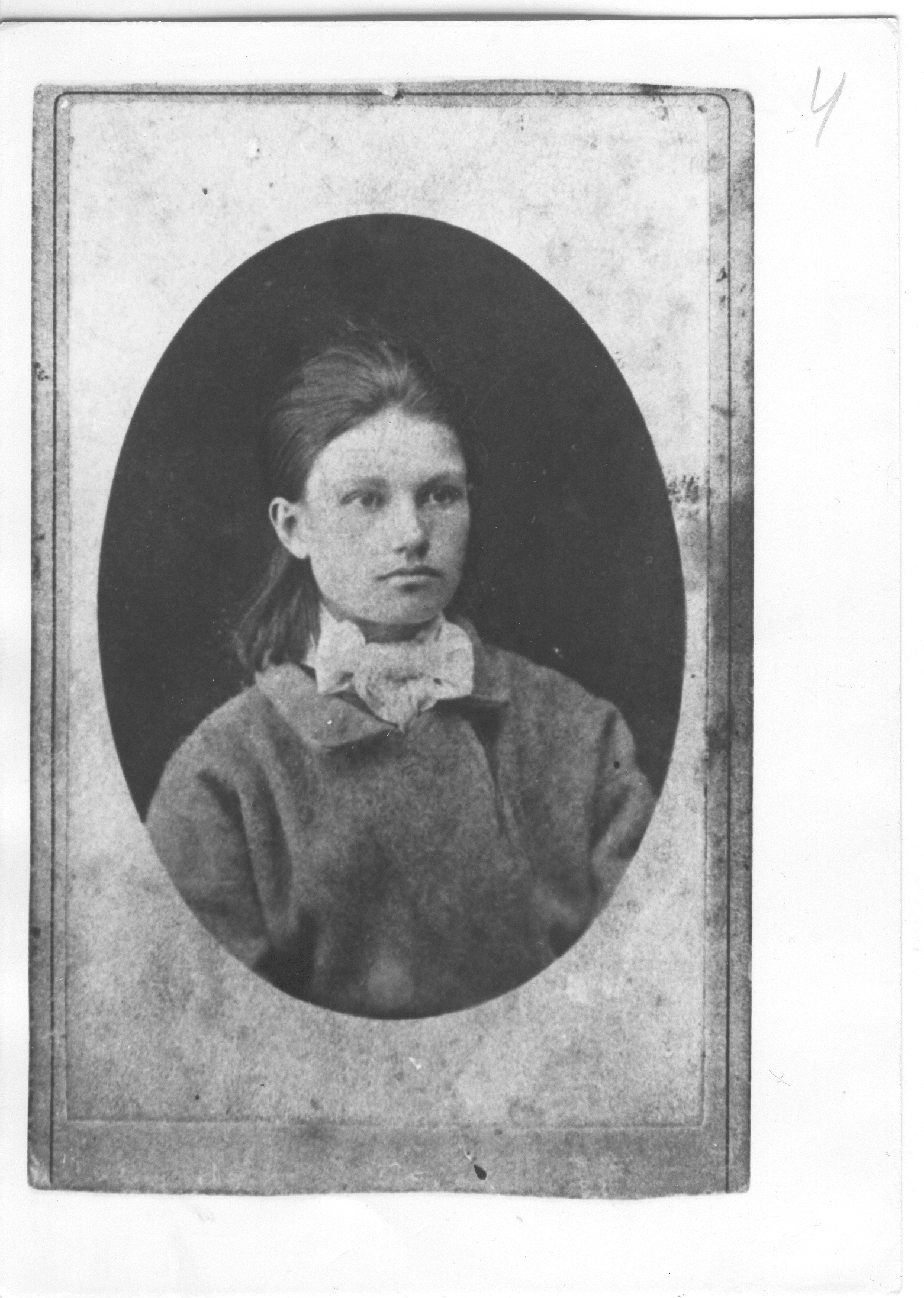
Die im 5. Monat schwangere Sofija im Lukjaniwska-Gefängnis, Jan. 1881

Mit ihrem Mann ging sie 1880 nach Kiew und wurde dort, nach der Festnahme von Jelysaweta Kowalska (Єлизавета Миколаївна Ковальська) und Nykolaj Pawlowytsch Schtschedryn (Николай Павлович Щедрин), zu einem der Führer der linksradikalen Narodnik Südrussischen Arbeitervereinigung (Южно-русский рабочий союз) wurde. Am 4. Januarjul. / 16. Januar 1881greg. wurde sie in Kiew wegen politischer Aktivität verhaftet und im Lukjaniwska-Gefängnis inhaftiert.
Dort kam am 12. Maijul. / 24. Mai 1881greg. das einzige Kind des Ehepaares, der später als Pathophysiologe zu Ehren gekommene Oleksandr Bohomolez zur Welt.
Zwei Tage nach ihrer Niederkunft wurde sie von einem Kiewer Militärgericht zum Tode verurteilt. Da jedoch Personen, die nicht an einem Mord beteiligt waren, gemäß kaiserlicher Verfügung nicht hingerichtet werden durften, wandelte man das Urteil zu zehn Jahren Zwangsarbeit.
Nachdem Sofija auf dem Weg ins Arbeitslager 1882 einen erfolglosen Fluchtversuch machte, wurde die Strafdauer wegen des Fluchtversuchs und Protest gegen die Willkür der Gefängnisbehörden um weitere acht Jahre Zwangsarbeit verlängert. Sie starb 35-jährig im Straflager in Transbaikalien an Tuberkulose.